# Camptopoeum subflavum
Camptopoeum subflavum is een vliesvleugelig insect uit de familie Andrenidae. De wetenschappelijke naam van de soort is voor het eerst geldig gepubliceerd in 1987 door Warncke.